# Selección femenina de fútbol de Macedonia del Norte
La selección femenina de fútbol de Macedonia del Norte es el equipo representativo de Macedonia del Norte en las competiciones internacionales de fútbol femenino. Esta dirigida por la Federación de Fútbol de Macedonia del Norte que a su vez está afiliada a la FIFA.
Hasta el momento no ha logrado clasificarse a ninguna competencia oficial tales como la Eurocopa Femenina, Copa Mundial Femenina de Fútbol o los Juegos Olímpicos.

## Estadísticas

### Copa Mundial Femenina de Fútbol
| Edición | Resultado               | Posición                | PJ                      | PG                      | PE                      | PP                      | GF                      | GC                      |
| ------- | ----------------------- | ----------------------- | ----------------------- | ----------------------- | ----------------------- | ----------------------- | ----------------------- | ----------------------- |
| 1991    | No existía la selección | No existía la selección | No existía la selección | No existía la selección | No existía la selección | No existía la selección | No existía la selección | No existía la selección |
| 1995    | No existía la selección | No existía la selección | No existía la selección | No existía la selección | No existía la selección | No existía la selección | No existía la selección | No existía la selección |
| 1999    | No existía la selección | No existía la selección | No existía la selección | No existía la selección | No existía la selección | No existía la selección | No existía la selección | No existía la selección |
| 2003    | No existía la selección | No existía la selección | No existía la selección | No existía la selección | No existía la selección | No existía la selección | No existía la selección | No existía la selección |
| 2007    | No clasificó            | No clasificó            | No clasificó            | No clasificó            | No clasificó            | No clasificó            | No clasificó            | No clasificó            |
| 2011    | No clasificó            | No clasificó            | No clasificó            | No clasificó            | No clasificó            | No clasificó            | No clasificó            | No clasificó            |
| 2015    | No clasificó            | No clasificó            | No clasificó            | No clasificó            | No clasificó            | No clasificó            | No clasificó            | No clasificó            |
| 2019    | No clasificó            | No clasificó            | No clasificó            | No clasificó            | No clasificó            | No clasificó            | No clasificó            | No clasificó            |
| 2023    | No clasificó            | No clasificó            | No clasificó            | No clasificó            | No clasificó            | No clasificó            | No clasificó            | No clasificó            |
| 2027    | Por disputarse          | Por disputarse          | Por disputarse          | Por disputarse          | Por disputarse          | Por disputarse          | Por disputarse          | Por disputarse          |
| Total   | 0/9                     | -                       | -                       | -                       | -                       | -                       | -                       | -                       |

### Eurocopa Femenina
| Edición | Resultado               | Posición                | PJ                      | PG                      | PE                      | PP                      | GF                      | GC                      |
| ------- | ----------------------- | ----------------------- | ----------------------- | ----------------------- | ----------------------- | ----------------------- | ----------------------- | ----------------------- |
| 1984    | No existía la selección | No existía la selección | No existía la selección | No existía la selección | No existía la selección | No existía la selección | No existía la selección | No existía la selección |
| 1987    | No existía la selección | No existía la selección | No existía la selección | No existía la selección | No existía la selección | No existía la selección | No existía la selección | No existía la selección |
| 1989    | No existía la selección | No existía la selección | No existía la selección | No existía la selección | No existía la selección | No existía la selección | No existía la selección | No existía la selección |
| 1991    | No existía la selección | No existía la selección | No existía la selección | No existía la selección | No existía la selección | No existía la selección | No existía la selección | No existía la selección |
| 1993    | No existía la selección | No existía la selección | No existía la selección | No existía la selección | No existía la selección | No existía la selección | No existía la selección | No existía la selección |
| 1995    | No existía la selección | No existía la selección | No existía la selección | No existía la selección | No existía la selección | No existía la selección | No existía la selección | No existía la selección |
| 1997    | No existía la selección | No existía la selección | No existía la selección | No existía la selección | No existía la selección | No existía la selección | No existía la selección | No existía la selección |
| 2001    | No existía la selección | No existía la selección | No existía la selección | No existía la selección | No existía la selección | No existía la selección | No existía la selección | No existía la selección |
| 2005    | No existía la selección | No existía la selección | No existía la selección | No existía la selección | No existía la selección | No existía la selección | No existía la selección | No existía la selección |
| 2009    | No clasificó            | No clasificó            | No clasificó            | No clasificó            | No clasificó            | No clasificó            | No clasificó            | No clasificó            |
| 2013    | No clasificó            | No clasificó            | No clasificó            | No clasificó            | No clasificó            | No clasificó            | No clasificó            | No clasificó            |
| 2017    | No clasificó            | No clasificó            | No clasificó            | No clasificó            | No clasificó            | No clasificó            | No clasificó            | No clasificó            |
| 2022    | No clasificó            | No clasificó            | No clasificó            | No clasificó            | No clasificó            | No clasificó            | No clasificó            | No clasificó            |
| 2025    | No clasificó            | No clasificó            | No clasificó            | No clasificó            | No clasificó            | No clasificó            | No clasificó            | No clasificó            |
| Total   | 0/14                    | -                       | -                       | -                       | -                       | -                       | -                       | -                       |

### Liga de Naciones Femenina de la UEFA
| Edición | L     | G     | Resultado    | PJ | PG | PE | PP | GF | GC |
| ------- | ----- | ----- | ------------ | -- | -- | -- | -- | -- | -- |
| 2023-24 | C     | 5     | Tercer lugar | 4  | 0  | 1  | 3  | 3  | 8  |
| Total   | Total | Total | 1/1          | 4  | 0  | 1  | 3  | 3  | 8  |

## Últimos y próximos encuentros
Actualizado al último partido jugado el 16 de julio de 2024
| Fecha      | Ciudad    | Local     | Resultado | Visitante | Competición                  |
| ---------- | --------- | --------- | --------- | --------- | ---------------------------- |
| 25-02-2024 | Tiflis    | Georgia   | 3:0       | Macedonia | Partido amistoso             |
| 28-02-2024 | Tiflis    | Georgia   | 1:0       | Macedonia | Partido amistoso             |
| 05-04-2024 | Riga      | Letonia   | 3:4       | Macedonia | Clas. Eurocopa Femenina 2025 |
| 09-04-2024 | Skopie    | Macedonia | 0:5       | Eslovenia | Clas. Eurocopa Femenina 2025 |
| 31-05-2024 | Skopie    | Macedonia | 1:1       | Moldavia  | Clas. Eurocopa Femenina 2025 |
| 04-06-2024 | Chisináu  | Moldavia  | 2:4       | Macedonia | Clas. Eurocopa Femenina 2025 |
| 12-07-2024 | Skopie    | Macedonia | 1:2       | Letonia   | Clas. Eurocopa Femenina 2025 |
| 16-07-2024 | Kidričevo | Eslovenia | 4:0       | Macedonia | Clas. Eurocopa Femenina 2025 |

## Última convocatoria
| #  | Nombre             | Posición       | Edad | PJ | Goles | Club                           |  |
| -- | ------------------ | -------------- | ---- | -- | ----- | ------------------------------ |  |
| 1  | Froska Kostova     | Portera        | 25   |    |       | ZFK Naše Taksi                 |  |
| 12 | Elena Cakmakoska   | Portera        | 23   |    |       |                                |  |
|    | Vesna Vitanova     | Portera        | 23   |    |       | ZFK Naše Taksi                 |  |
|    | Martina Smilkovska | Defensa        | 20   |    |       |                                |  |
| 3  | Angela Ginovska    | Defensa        | 20   |    |       |                                |  |
| 4  | Sijce Andonova     | Defensa        | 21   |    |       | 1. FFC Turbine Potsdam II      |  |
| 5  | Milka Arsova       | Defensa        | 24   |    |       | ZFK Naše Taksi                 |  |
| 13 | Marina Arsovska    | Defensa        | 27   |    |       | ZFK Naše Taksi                 |  |
| 17 | Tanja Mitrevska    | Defensa        | 27   |    |       |                                |  |
| 6  | Katerina Mileska   | Centrocampista | 25   |    |       | ZFK Naše Taksi                 |  |
| 8  | Lenche Andreevska  | Centrocampista | 21   |    |       | ZFK Naše Taksi                 |  |
| 9  | Sireta Brahimi     | Centrocampista | 31   |    |       | ZFK Naše Taksi                 |  |
| 14 | Marjana Naceva     | Centrocampista | 20   |    |       | ZFK Naše Taksi                 |  |
| 16 | Martina Dimkoska   | Centrocampista | 21   |    |       |                                |  |
| 18 | Mladena Petrova    | Centrocampista | 20   |    |       |                                |  |
| 7  | Gentjana Rochi     | Delantera      | 19   |    |       | ZFK Naše Taksi                 |  |
| 10 | Nataša Andonova    | Delantera      | 20   |    |       | 1. FFC Turbine Potsdam         |  |
| 11 | Afrodita Salihi    | Delantera      | 24   |    |       |                                |  |
|    |                    |                |      |    |       |                                |  |
|    |                    |                |      |    |       |                                |  |
| DT | Gorazd Mihajlov    |                |      |    |       | Bandera de Macedonia del Norte |  |